# Léobard
Léobard ist eine französische Gemeinde mit 224 Einwohnern (Stand 1. Januar 2022) im Département Lot in der Region Okzitanien. Sie gehört zum Arrondissement Gourdon und zum gleichnamigen Kanton.
Nachbargemeinden sind Nabirat im Nordwesten, Payrignac im Nordosten, Gourdon im Osten, Dégagnac im Südosten, Salviac im Südwesten und Saint-Aubin-de-Nabirat im Westen.

## Bevölkerungsentwicklung
| Jahr      | 1962 | 1968 | 1975 | 1982 | 1990 | 1999 | 2008 | 2018 |
| --------- | ---- | ---- | ---- | ---- | ---- | ---- | ---- | ---- |
| Einwohner | 217  | 201  | 197  | 196  | 177  | 181  | 203  | 205  |

## Sehenswürdigkeiten
- romanische Abteikirche L’Abbaye Nouvelle, Monument historique seit 1991
- Kirche Sainte-Madeleine

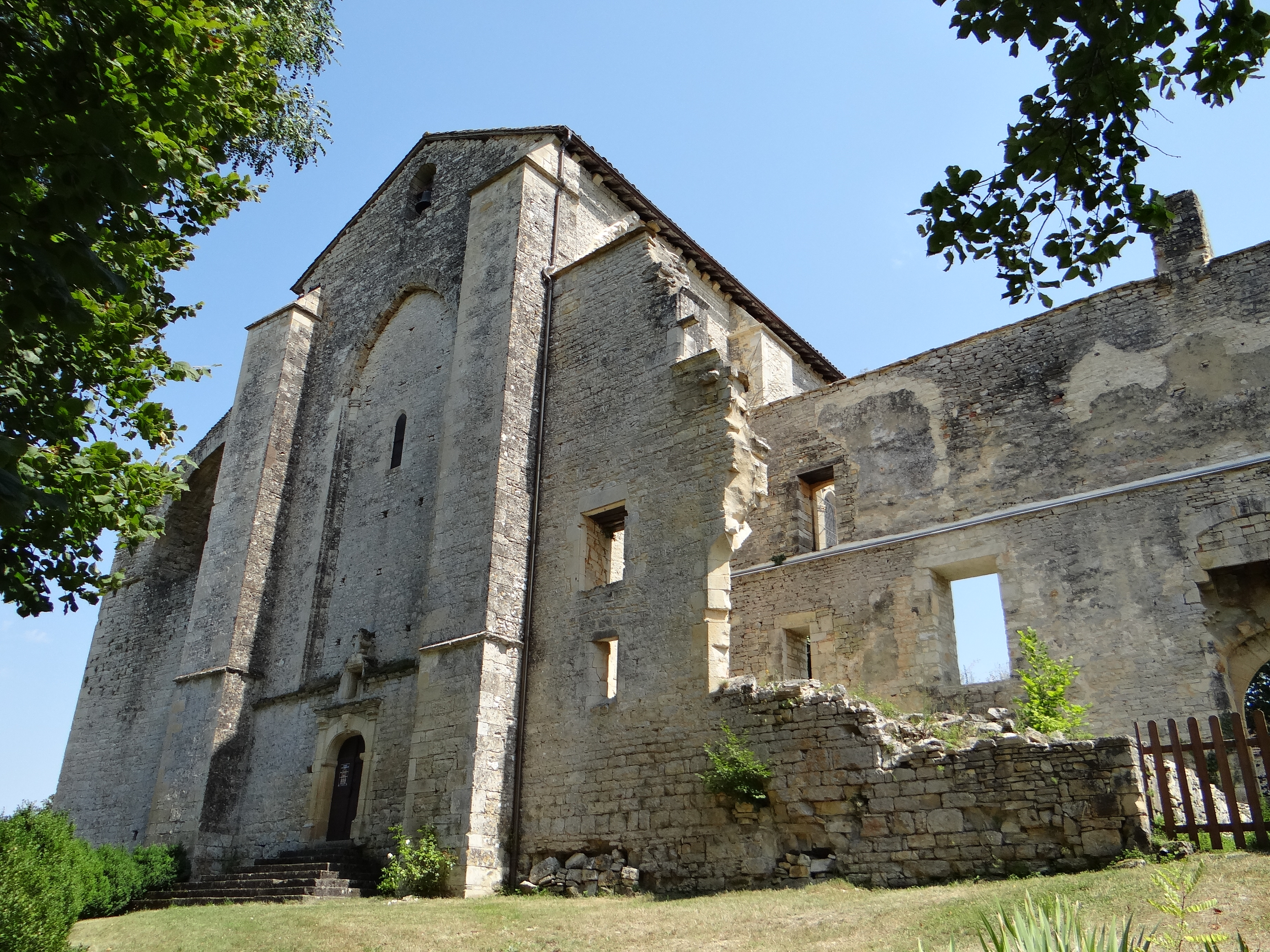
Abteikirche
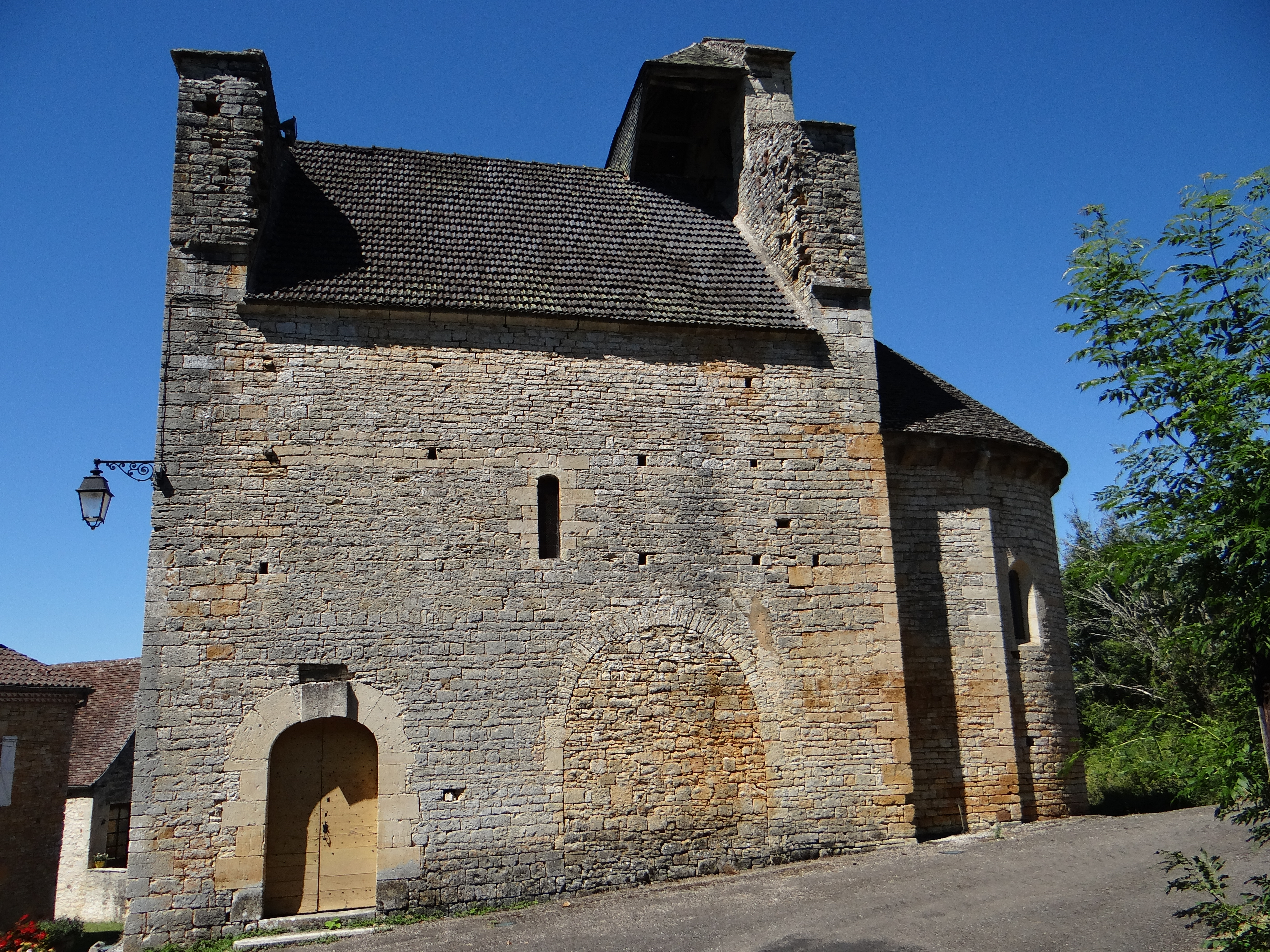
Kirche Sainte-Madeleine